# Melaleuca citrolens
Melaleuca citrolens là một loài thực vật có hoa trong Họ Đào kim nương. Loài này được Barlow mô tả khoa học đầu tiên năm 1987.